# سوفی
سوفی (انگلیسی: SoFi) شرکت خدمات مالی آمریکایی است، که در سال ۲۰۱۱ تأسیس شد.